# Kościół św. Mikołaja w Nowym Waliszowie
Kościół św. Mikołaja w Nowym Waliszowie – kościół w Nowym Waliszowie, wpisany do rejestru zabytków nieruchomych województwa dolnośląskiego (kościół par. pw. św. Mikołaja z pocz. XVI w., 1688, nr rej.: 883 z 30.06.1961), razem z:
- budynkiem bramnym z XVIII w., nr rej.: 1022/WŁ z 14.05.1984
- figurą św. Antoniego Padewskiego, przy murze kościelnym, kamienna, konserwowana XVIII w., nr rej.: B/841/627 z 20.12.1984
- figurą św. Franciszka Ksawerego, przy murze kościelnym, nr rej.: B/843/639 z 15.03.1985

## Historia
Pierwotnie gotycki, następnie barokowy kościół zbudowany w 1688, kryty dachem dwuspadowym z wieżą zwieńczoną hełmem. Przed kościołem budynek bramny z XVIII w. Kościół filialny  parafii  w Starym Waliszowie.